# Chioides
Genre
Le genre Chioides regroupe des insectes lépidoptères de la famille des Hesperiidae et de la sous-famille des Pyrginae.

## Liste des espèces
- Chioides albofasciatus (Hewitson, 1867)
- Chioides catillus (Cramer, 1780)
- Chioides jethira Butler
- Chioides marmorosa (Herrich-Schäffer, 1865)
- Chioides myrto (Mabille)
- Chioides zilpa (Butler, 1874)